# Ян Васевич
Ян Кароль Васевич (пол. Jan Karol Wasiewicz, 6 січня 1911, Львів, Австро-Угорщина — 9 листопада 1976, Кільмес, Буенос-Айрес, Аргентина) — польський футболіст, амплуа — півзахисник.

## Із біографії
Народився 6 січня 1911 р. у Львові. Футбольну кар'єру розпочав у місцевій команді РКС. У 1929—1932 рр. виступав за львівську «Лехію». У 1931 р його команда дебютувала у елітному дивізіоні, а Ян Васевич брав участь в усіх 22 матчах чемпіонату. У 1933—1939 виступав за львівську «Погонь», провів у лізі 102 матчі та забив три голи. У складі найсильнішого тогочасного львівського клубу двічі ставав віце-чемпіоном Польщі.
За національну збірну дебютував 15 вересня 1935 р.. У Бреслау польські футболісти поступилися збірній Німеччини (0:1). У складі олімпійської збірної брав участь в іграх у Берліні. У підсумку збірна Польщі посіла четверте місце, а Васевич провів на турнірі три матчі. На чемпіонаті світу в Італії був гравцем резервного складу. В останньому матчі за національну команду відзначився забитим м'ячем у ворота збірної Ірландії (22 травня 1938 р., остаточний рахунок матчу 6:0).
Під час вторгнення до Польщі брав активну участь у бойових діях. Після поразки польської армії, через Угорщину і Францію, перебрався до Англії. В 1943—1944 рр. виступав за шотландський клуб «Гіберніан» (Единбург). Служив у Першій бронетанковій дивізії генерала Станіслава Мачека. Брав участь у бойових діях на території Бельгії, Франції і Нідерландів. Нагороджений вищою державною нагородою Бельгії — орденом Леопольда I.
До 1946 р. він служив в окупаційних військах у Німеччині. Потім мешкав у Англії, а від 1949 р. переїхав до Аргентини. Помер 9 листопада 1976 р. та похований у Кільмесі.

## Досягнення
- Віце-чемпіон Польщі (2): 1933, 1935

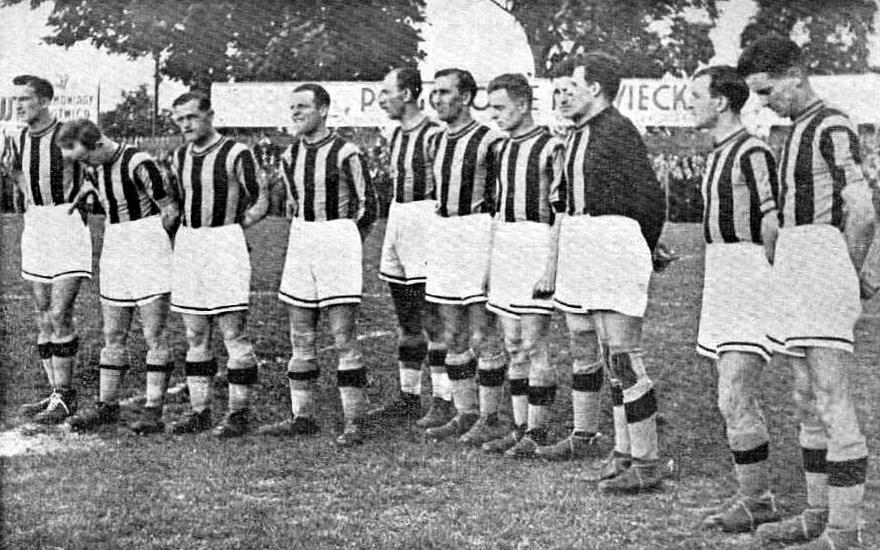
«Погонь» (1936 рік): Боровський, Ціммер, Єжевський, Міх. Матіяс, Лемішко, Васевич, Сумара, Меч. Матіяс, Альбанський, Лухтер, Ганін.

## Статистика
Статистика виступів у збірній Польщі:
| №                  | Дата             | Місто      | Господарі | Рахунок | Гості           | Голи                                                                   |
| ------------------ | ---------------- | ---------- | --------- | ------- | --------------- | ---------------------------------------------------------------------- |
| 1                  | 15 вересня 1935  | Бреслау    | Німеччина | 1 : 0   | Польща          | Конен                                                                  |
| 2                  | 6 жовтня 1935    | Варшава    | Польща    | 1 : 0   | Австрія         | Матіяс                                                                 |
| 3                  | 3 листопада 1935 | Бухарест   | Румунія   | 4 : 1   | Польща          | Шілеру, Біндя (2), Сепі — Пазурек                                      |
| 4                  | 6 вересня 1936   | Белград    | Югославія | 9 : 3   | Польща          | Мар'янович (4), Перлич (2), Божович (2), Тирнанич — Петерек (2), Водаж |
| 5                  | 13 вересня 1936  | Варшава    | Польща    | 1 : 1   | Німеччина       | Водаж — Гоманн                                                         |
| 6                  | 4 жовтня 1936    | Копенгаген | Данія     | 2 : 1   | Польща          | Штольц (2) — Гад                                                       |
| 7                  | 23 червня 1937   | Варшава    | Польща    | 3 : 1   | Швеція          | Водаж, Піонтек, Вілімовський — Веттерстрем                             |
| 8                  | 4 липня 1937     | Лодзь      | Польща    | 2 : 4   | Румунія         | Піонтек, Матіяс — Добаї, Бараткі (2), Бодола                           |
| 9                  | 12 вересня 1937  | Софія      | Болгарія  | 3 : 3   | Польща          | Ілієв, Ангелов, Йорданов — Корбас (3)                                  |
| 10                 | 10 жовтня 1937   | Катовиці   | Польща    | 2 : 1   | Латвія          | Питель, В. Пєц — Рожитіс                                               |
| 11                 | 22 травня 1938   | Варшава    | Польща    | 6 : 0   | Ірландія        | Васевич, Водаж (2), Піонтек (2), Вілімовський                          |
| Олімпійська збірна |                  |            |           |         |                 |                                                                        |
| 1                  | 5 серпня 1936    | Берлін     | Польща    | 3 : 0   | Угорщина        | Гад (2), Водаж                                                         |
| 2                  | 8 серпня 1936    | Берлін     | Польща    | 5 : 4   | Велика Британія | Водаж (3), Гад, Р. Пєц — Кленентс, Ширер, Джой (2)                     |
| 3                  | 11 серпня 1936   | Берлін     | Польща    | 1 : 3   | Австрія         | Гад — Кайнбергер, Лаудон, Мандль                                       |